# Kiebenhieberstraße 5 (Stralsund)

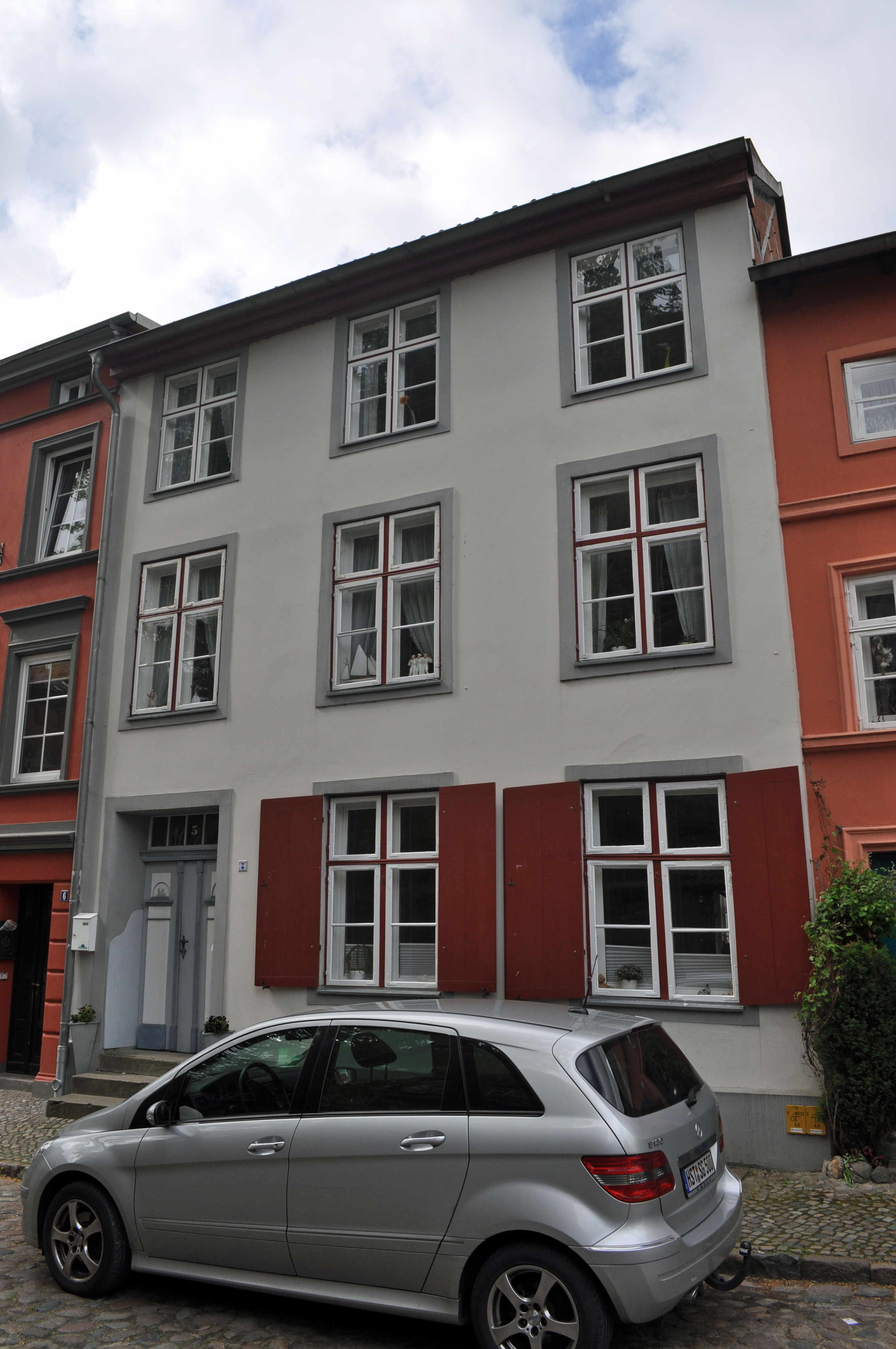
Das Haus Kiebenhieberstraße 5 in Stralsund (2012)

Das Gebäude mit der postalischen Adresse Kiebenhieberstraße 5 ist ein denkmalgeschütztes Bauwerk in der Kiebenhieberstraße in Stralsund.
Der dreigeschossige und dreiachsige, traufständige Putzbau wurde am Anfang des 19. Jahrhunderts errichtet.
Die Fassade ist schlicht gestaltet. An der Rückseite ist ein in Fachwerk errichteter Anbau erhalten. Die zweiflügelige Haustür stammt aus der Errichtungszeit des Gebäudes.
Das Haus liegt im Kerngebiet des von der UNESCO als Weltkulturerbe anerkannten Stadtgebietes des Kulturgutes „Historische Altstädte Stralsund und Wismar“. In die Liste der Baudenkmale in Stralsund ist es mit der Nummer 398 eingetragen.